# Justice Leagues
Justice Leagues è una miniserie a fumetti di 6 numeri con protagonista la Justice League of America, pubblicata dalla DC Comics nel 2001.

## Trama
Invasiori alieni usano Hector Hammond, un supercriminale telepatico, per far dimenticare al mondo che sia mai esistita una Justice League of America; Hammond però, avendo scoperto il piano di invasione progettato dagli alieni, cerca di far ricordare nuovamente ai terrestri la Justice League, ma viene bloccato dopo aver detto "Ricordate la Justice League of A...". I membri dell'ex-Justice League of America allora creano istintivamente nuove organizzazioni il cui nome inizia per "Justice League of A".
Dopo alcune avventure i supereroi riescono nuovamente a ricordare (grazie all'intervento di Hammond) e impediscono l'invasione aliena.

## Edizioni
Negli Stati Uniti la miniserie è uscita sotto forma di 6 numeri speciali a marzo 2001:
1. Justice Leagues: JL? (storia di Tom Peyer, disegni di Ethan Van Sciver)
2. Justice Leagues: Justice League of Amazons (storia di Len Kaminski, disegni di Aluir Amancio)
3. Justice Leagues: Justice League of Atlantis (storia di Len Kaminski, disegni di Javier Saltares)
4. Justice Leagues: Justice League of Arkham (storia di Paul Grist, disegni di Coy Turnbull)
5. Justice Leagues: Justice League of Aliens (storia di Judd Winick, disegni di Mike S. Miller)
6. Justice Leagues: JLA (storia di Tom Peyer, disegni di Justiniano)

In Italia è stata pubblicata dalla Play Press Publishing su JLA TP n. 6 (ottobre 2001).

## Formazioni delle Justice League
Justice League of Amazons
- Wonder Woman (ex-JLA)
- Big Barda
- Black Orchid
- Helena Bertinelli
- Power Girl
- Supergirl (Linda Danvers)
- Zatanna

Justice League of Anarchy
- Plastic Man (ex-JLA)
- Ambush Bug
- Creeper
- Harley Quinn
- 'Mazing Man
- Trickster

Justice League of Atlantis
- Aquaman
- Arion
- Devilfish
- Lori Lemaris
- Mera
- Power Girl
- Tempest

Justice League of Apostles
- Zauriel (leader)
- Deadman
- Dottor Fate (Hector Hall)
- Straniero Fantasma
- Zatanna

Justice League of Adventure
- Flash (Wally West) (leader)
- Atomo (Ray Palmer)
- Beast Boy
- Black Canary (Dinah Laurel Lance)
- Mister Miracle (Shilo Norman)

Justice League of Arkham
- Batman
- Catwoman
- Enigmista
- Joker
- Nightwing
- Poison Ivy
- Ventriloquo/Scarface

Justice League of Aliens
- Martian Manhunter
- Superman
- Guy Gardner
- Lobo
- Orion
- Starfire
- Starman (Mikaal Tomas)

Justice League of Air
- Green Lantern (Kyle Rayner) (leader)
- Black Condor (Ryan Kendall)
- Capitan Atom
- Doctor Light (Kimiyo Hoshi)
- Firestorm (Ronnie Raymond)
- Ray (Ray Terrill)
- Red Tornado